# Campeonato de Tercera División 1908 (Argentina)
El Campeonato de Tercera División 1908 fue el noveno campeonato de Tercera División y de la tercera categoría, antecesor de la actual Primera D (hoy en el quinto nivel). Fue organizado por la Argentine Association Football League, y disputado en su mayoría por juveniles de equipos que competían en divisiones superiores.
Al certamen se reincorporó Banfield, tras 1 año en Segunda División, se incorporó por primera y única vez Independiente, tras su debut en Segunda División. También se incorporaron 1.º de Mayo, Angloargentino, Cambrian, La Prensa, Riachuelo, Sunderland y Uruguayo, además de otros 15 equipos alternativos de los mismos incorporados y de equipos de categorías superiores.
El sistema de ascensos y descensos era exclusivo de las categorías superiores, por lo que los clubes elegían en que división de ascenso jugar.
El torneo consagró campeón a Banfield, tras vencer por 3 a 0 al segundo equipo de Independiente en la final.

## Incorporaciones
| Incorporados a la Segunda División 1908 |
| --------------------------------------- |
| Atlanta                                 |
| Estudiantil Porteño II                  |
| River Plate II                          |
| Royal                                   |
| San Fernando                            |
| Southern Rangers                        |

| Incorporados de la Segunda División 1907 |
| ---------------------------------------- |
| Banfield                                 |
| Independiente                            |

| Incorporados            |
| ----------------------- |
| 1.º de Mayo             |
| 1.º de Mayo II          |
| Angloargentino          |
| Angloargentino II       |
| Argentino de Quilmes IV |
| Atlanta III             |
| Bernal II               |
| Boca Juniors II         |
| Cambrian                |
| Estudiantil Porteño III |
| Ferro Carril Oeste II   |
| General Urquiza III     |
| Instituto Americano III |
| La Prensa               |
| Riachuelo               |
| Riachuelo II            |
| River Plate IV          |
| San Fernando II         |
| Southern Rangers II     |
| Sunderland              |
| Sunderland II           |
| Uruguayo                |

| Desafiliados    |
| --------------- |
| Alumni III      |
| Comercio III    |
| La Plata JC II  |
| Lanus United II |
| Porteño IV      |
| Porteño V       |
| San Isidro III  |
| Victoria III    |

El número de participantes aumentó a 39.

## Sistema de disputa
Los equipos se dividieron en 4 secciones, donde se enfrentaron a dos ruedas bajo el sistema de todos contra todos. Los ganadores de cada sección se enfrentaron a único partido por eliminación directa para definir al campeón.

## Equipos
De los 39 clubes, solo 10 inscribieron los primeros equipos, el resto lo hicieron con sus segundas, terceras y cuartas (en su mayoría juveniles).
| Equipo          | Ciudad                 |
| --------------- | ---------------------- |
| Banfield        | Banfield               |
| 1.º de Mayo     | Caseros                |
| Adrogué         | Adrogué                |
| Uruguayos       | Núñez (Buenos Aires)   |
| Anglo Argentino | Villa Lugano           |
| Cambrian        | Ciudad de Buenos Aires |
| Sunderland      | Villa Urquiza          |
| Independiente   | Avellaneda             |
| La Prensa       | Villa Ballester        |
| Riachuelo       | Avellaneda             |

Resto: Boca Juniors II, General Urquiza II y III, Gimnasia y Esgrima (BA) II, Instituto Americano III, Racing Club II y III, River Plate III y IV, Sunderland II, San Fernando II, Comercio II, Estudiantes (BA) III, Estudiantil Porteño III, Independiente II, Riachuelo II, San Martin Athletic II, Argentino de Quilmes III y IV, Atlanta II y III, Ferro Carril Oeste II, Southern Rangers II, 1.° de Mayo II, Anglo Argentino II, Banfield II, Nacional (Floresta) III, Bernal II, Adrogué II.

## Sección A

### Tabla de posiciones
| Pos | Equipo                     | Pts | PJ | G  | E | P  | GF | GC | DG  |
| --- | -------------------------- | --- | -- | -- | - | -- | -- | -- | --- |
| 1º  | Banfield                   | 35  | 18 | 17 | 1 | 0  | 81 | 7  | 73  |
| 2°  | Boca Juniors II            | 31  | 18 | 15 | 1 | 2  | 42 | 10 | 32  |
| 3°  | Instituto Americano III    | 20  | 18 | 9  | 2 | 7  | 37 | 35 | 2   |
| 4°  | 1.º de Mayo                | 18  | 18 | 8  | 2 | 8  | 20 | 23 | -3  |
| 5°  | River Plate III            | 17  | 18 | 7  | 3 | 8  | 23 | 35 | -12 |
| 6°  | Racing Club II             | 15  | 17 | 7  | 1 | 9  | 13 | 41 | -28 |
| 7°  | Sunderland II              | 14  | 18 | 6  | 2 | 10 | 26 | 50 | -24 |
| 8°  | Gimnasia y Esgrima (BA) II | 11  | 17 | 5  | 1 | 11 | 32 | 11 | 21  |
| 9°  | General Urquiza III        | 9   | 16 | 3  | 3 | 10 | 18 | 25 | -7  |
| 10° | Uruguayos                  | 4   | 18 | 2  | 0 | 15 | 6  | 63 | -57 |

### Resultados
| 3 de mayo                 | Uruguayos | vs. | Banfield |  |  |
| Banfield ganó los puntos. |           |     |          |  |  |

| 3 de mayo | River Plate III | 1:1 | 1.º de Mayo |  |  |
|           | Rossi           |     |             |  |  |

| 10 de mayo                | Banfield | vs. | 1.º de Mayo |  |  |
| Banfield ganó los puntos. |          |     |             |  |  |

| 10 de mayo | River Plate III                                                                                   | 4:1 | Uruguayos |  |  |
|            | Denaro Zapiola Jacobino Verguese Vázquez Malloney Castro Zanetti Dellatorre A. Bergara T. Bergara |     |           |  |  |

|  |  | vs. |

|  |  | vs. |

|  |  | vs. |

|  |  | vs. |

|  |  | vs. |

|  |  | vs. |

|  |  | vs. |

|  |  | vs. |

|  |  | vs. |

|  |  | vs. |

|  |  | vs. |

|  |  | vs. |

|  |  | vs. |

|  |  | vs. |

|  |  | vs. |

|  |  | vs. |

|  |  | vs. |

|  |  | vs. |

## Sección B

### Tabla de posiciones
| Pos | Equipo                  | Pts | PJ | G  | E | P | GF | GC | DG |
| --- | ----------------------- | --- | -- | -- | - | - | -- | -- | -- |
| 1º  | Independiente II        | 31  | 18 | 14 | 3 | 1 | 35 | 10 | 25 |
| 2°  | San Fernando II         | 30  | 18 | 14 | 2 | 2 | -  | -  | -  |
| 3°  | Estudiantil Porteño III | 26  | 18 | -  | - | - | -  | -  | -  |
| 4°  | Estudiantes III         | 22  | 18 | -  | - | - | -  | -  | -  |
| 5°  | Riachuelo II            | 19  | 18 | -  | - | - | -  | -  | -  |
| 6°  | Comercio II             | 16  | 18 | -  | - | - | -  | -  | -  |
| 7°  | Racing Club III         | 13  | 18 | -  | - | - | -  | -  | -  |
| 8°  | Bernal II               | 12  | 18 | -  | - | - | -  | -  | -  |
| 9°  | San Martin Athletic III | 5   | 16 | -  | - | - | -  | -  | -  |
| 10° | Adrogué II              | 2   | 18 | -  | - | - | -  | -  | -  |

### Resultados
| 3 de mayo | Independiente II | 3:0     | Adrogué II | Cancha de Independiente, Crucecita |  |
|           |                  | Reporte |            |                                    |  |

|  |  | vs. |

|  |  | vs. |

|  |  | vs. |

|  |  | vs. |

|  |  | vs. |

|  |  | vs. |

|  |  | vs. |

|  |  | vs. |

|  |  | vs. |

|  |  | vs. |

|  |  | vs. |

|  |  | vs. |

|  |  | vs. |

|  |  | vs. |

|  |  | vs. |

|  |  | vs. |

|  |  | vs. |

## Sección C
| Pos | Equipo                  | Pts | PJ | G | E | P | GF | GC | Datos                            |
| --- | ----------------------- | --- | -- | - | - | - | -- | -- | -------------------------------- |
| 1º  | Ferro carril Oeste II   | ?   | 18 | 0 | 0 | 0 | -  | -  | Faltan resultados de 18 partidos |
| ?   | Anglo Argentino         | ?   | 18 | 0 | 0 | 0 | -  | -  | Faltan resultados de 18 partidos |
| ?   | Argentino de Quilmes IV | ?   | 18 | 0 | 0 | 0 | -  | -  | Faltan resultados de 18 partidos |
| ?   | Cambrian                | ?   | 18 | 0 | 0 | 0 | -  | -  | Faltan resultados de 18 partidos |
| ?   | Atlanta II              | ?   | 18 | 0 | 0 | 0 | -  | -  | Faltan resultados de 18 partidos |
| ?   | Club Adrogué            | ?   | 18 | 0 | 0 | 0 | -  | -  | Faltan resultados de 18 partidos |
| ?   | General Urquiza II      | ?   | 18 | 0 | 0 | 0 | -  | -  | Faltan resultados de 18 partidos |
| ?   | River Plate IV          | ?   | 18 | 0 | 0 | 0 | -  | -  | Faltan resultados de 18 partidos |
| ?   | Southern Rangers II     | ?   | 18 | 0 | 0 | 0 | -  | -  | Faltan resultados de 18 partidos |
| ?   | Suderland               | ?   | 18 | 0 | 0 | 0 | -  | -  | Faltan resultados de 18 partidos |

## Sección D

### Tabla de posiciones
| Pos | Equipo                  | Pts | PJ | G  | E | P | GF | GC | DG |
| --- | ----------------------- | --- | -- | -- | - | - | -- | -- | -- |
| 1º  | Independiente           | 28  | 14 | 14 | 0 | 0 | 40 | 4  | 36 |
| 2°  | Argentino de Quilmes II | 24  | 14 | 12 | 0 | 2 | -  | -  |    |
| 3°  | La Prensa               | 19  | 14 | 9  | 1 | 4 | -  | -  |    |
| 4°  | Riachuelo               | 14  | 14 | -  | - | - | -  | -  |    |
| 5°  | Anglo Argentino II      | 8   | 14 | -  | - | - | -  | -  |    |
| 6°  | Banfield II             | 6   | 14 | -  | - | - | -  | -  |    |
| 7°  | 1.º de Mayo II          | 4   | 14 | -  | - | - | -  | -  |    |
| 8°  | Atlanta III             | 2   | 14 | -  | - | - | -  | -  |    |
| —   | Nacional III            | —   | —  | —  | — | — | —  | —  | —  |

### Resultados
| 3 de mayo | Independiente                                                                                               | 2:0     | Argentino de Quilmes II | Cancha de Independiente, Crucecita |  |
|           | Romero Tomás Cafferata M. Larralde Moretti Ochoa A. Larralde Manuel Deluchi Collazo Talent Ibáñez Vidaillac | Reporte |                         |                                    |  |

| 10 de mayo | Independiente                                                                                                 | 9:0     | Banfield II | Cancha de Independiente, Crucecita |  |
|            | García Tomás Cafferata M. Larralde Moretti Ochoa A. Larralde Manuel Deluchi Collazo Bruzzone Ibáñez Vidaillac | Reporte |             |                                    |  |

|  |  | vs. |

|  |  | vs. |

|  |  | vs. |

|  |  | vs. |

|  |  | vs. |

|  |  | vs. |

|  |  | vs. |

|  |  | vs. |

|  |  | vs. |

|  |  | vs. |

|  |  | vs. |

|  |  | vs. |

## Fase final
|  | Semifinales | Semifinales        | Semifinales      |                  |          | Final    | Final | Final |  |
|  |             |                    |                  |                  |          |          |       |       |  |
|  |             |                    |                  |                  |          |          |       |       |  |
|  | A           | Banfield           | 1                |                  |          |          |       |       |  |
|  | A           | Banfield           | 1                |                  |          |          |       |       |  |
|  | D           | Independiente      | 0                |                  |          |          |       |       |  |
|  | D           | Independiente      | 0                |                  | Banfield | Banfield | 3     |       |  |
|  |             |                    |                  |                  | Banfield | Banfield | 3     |       |  |
|  |             |                    | Independiente II | Independiente II | 0        |          |       |       |  |
|  | B           | Independiente II   | Independiente II | Independiente II | 0        | 0        |       |       |  |
|  | B           | Independiente II   |                  |                  |          | 0        |       |       |  |
|  | C           | Ferro Carril Oeste | 4                |                  |          |          |       |       |  |
|  | C           | Ferro Carril Oeste | 4                |                  |          |          |       |       |  |
|  |             |                    |                  |                  |          |          |       |       |  |

### Semifinal
| 08 de noviembre de 1908 | Banfield | 1:0     | Independiente                                                                                           | Estadio de Gimnasia y Esgrima, Palermo |  |
|                         | Lavenas  | Reporte | Romero T. Cafferata M. Larralde Moretti Ochoa A. Larralde Deluchi Collazo E. Cafferata Ibáñez Vidaillac |                                        |  |

| 15 de noviembre de 1908                                                                                      | Independiente II                                                                            | GP:PP   | Ferro Carril Oeste II | Estadio de Gimnasia y Esgrima, Palermo |  |
| | Voglino Álvarez Sibessi Peluffo Ayos Chiarella Lombardi Fernández Mantecón Nocetti Grisetti | Reporte |                       |                                        |  |
| Independiente II avanzó a la final debido a una mala inclusión de jugadores por parte de Ferro Carril Oeste. |                                                                                             |         |                       |                                        |  |

### Final
| 29 de noviembre de 1908 | Banfield                   | 3:0     | Independiente II                                                                                  | Estadio de Gimnasia y Esgrima, Buenos Aires |  |
|                         | Bertani · Burton · Lavenas | Reporte | S. Nocetti Álvarez Sibessi Peluffo Ayos Chiarella Lombardi Fernández Mantecón J. Nocetti Grisetti |                                             |  |